# Birkenfelde
Birkenfelde é um município da Alemanha localizado no distrito de Eichsfeld, estado da Turíngia.  Pertence ao Verwaltungsgemeinschaft de Uder.

## Demografia
Evolução da população (em 31 de dezembro):
| - 1994 - 575 - 1995 - 571 - 1996 - 562 - 1997 - 589 | - 1998 - 598 - 1999 - 600 - 2000 - 602 - 2001 - 613 | - 2002 - 596 - 2003 - 589 - 2004 - 582 |

Fonte: Datenquelle - Thüringer Landesamt für Statistik